# Амосов, Олег Юрьевич
Оле́г Ю́рьевич Амо́сов (укр. Олег Юрійович Амосов; 2 сентября 1954, Запорожье — 1 марта 2022, Харьков) — советский и украинский учёный, доктор экономических наук, профессор, заслуженный деятель науки и техники Украины. Первый заместитель директора Харьковского регионального института государственного управления Национальной академии государственного управления при Президенте Украины. Умер от ран, полученных вследствие обстрелов жилых кварталов Харькова во время вторжения России на Украину.

## Биография
Родился 2 сентября 1954 года в Запорожье в семье учёных. В 1971 году поступил в Днепропетровский институт инженеров железнодорожного транспорта, который окончил в 1976 году с отличием по специальности «инженер-механик». В том же году начал работать на Днепропетровском вагоноремонтном заводе, однако в 1978 году покинул завод. В 1980—1988 годах работал на Изюмском приборостроительном заводе. Параллельно учился в аспирантуре Киевского института политологии и социального управления, после окончания которой успешно защитил кандидатскую диссертацию и начал работать в Белоцерковском аграрном институте. В 1991 году занял должность заведующего кафедрой экономики и предпринимательства, а позже стал деканом и получил учёное звание профессора.
В 1997 году защитил диссертацию по теме: «Формирование продуктивной занятости сельского населения путём развития предпринимательства и интеграции его в международный рынок» на соискание учёной степени доктора экономических наук. Научным консультантом был профессор Владимир Панюков, а официальными оппонентами Олега Юрьевича были Галина Купалова, Юрий Саенко и Владимир Сенченко. Соответствующая учёная степень была ему присуждена в том же году.
Через два года был приглашён в Харьковский региональный институт государственного управления Национальной академии государственного управления при Президенте Украины на должность первого заместителя директора, которую он занимал не менее 16 лет. Также возглавлял кафедру экономической теории и публичных финансов в том же вузе. Одновременно, с 2016 года, работал старшим научным сотрудником в отделе промышленной политики и энергетической безопасности Научно-исследовательского центра индустриальных проблем развития Национальной академии наук Украины.
В 2016 году принимал участие в выборах на должность ректора Харьковского национального технического университета сельского хозяйства имени П. Василенко.
28 февраля 2022 года во время обстрела жилых кварталов Харькова, во время вторжения России на Украину, получил тяжёлые ранения. Умер на следующий день в больнице Харькова.
В некрологе на сайте ХНУ имени В. Н. Каразина отметили его «высокий профессионализм, взвешенность, целеустремлённость и доброжелательность».

## Научная деятельность
Олег Амосов занимался вопросами управления социально-экономического развития регионов, занятостью населения, менеджментом организаций, управлением персоналом и человеческим капиталом, государственной политикой, механизмами государственного управления и экономическими механизмами функционирования предпринимательства на Украине.
Занимался подготовкой учёных в сферах экономики, сельского хозяйства и государственного управления, по состоянию на 2016 год подготовил 50 кандидатов наук и 15 докторов наук, в частности Андрея Бондаренко и Евгения Гриня. Также входил в состав 8 специализированных советов по защите кандидатских и докторских диссертаций и трёх экспертных советов.
Всего написал свыше 200 научных и учебно-методических работ, среди них одиннадцать монографий, 4 учебника и 15 учебных пособий. Список наиболее важных работ, где Амосов был автором или соавтором согласно Энциклопедии современной Украины и научного журнала «Бизнес Информ»:
- Інтеграція системи підприємництва АПК України в міжнародний ринок: тенденції, закономірності (1996)
- Підприємництво в АПК України: суть, структура і вплив на використання трудових ресурсів (1996)
- Інноваційний процес в економічній системі (теоретико-методологічний аспект) (1998)
- Аналіз зовнішньоекономічних зв’язків (1998)
- Навчальний посібник для самостійного вивчення дисциплін (2008)
- Реалізація політики інноваційно-інвестиційного розвитку економіки на регіональному рівні (2008)
- Конкурентна політика: Підручник (2008)
- Теорія та історія державного управління: Навчальний посібник 2008
- Менеджмент організацій: теоретико-прикладний аспект: [Навчальний посібник] (2009)
- Підхід до управління процесами розподілу капіталу як основи розвитку регіону / Лібермановські читання: економічна спадщина та сучасні проблеми [Монографія] (2010)
- Податкова політика та податкова система: [Навчальний посібник] (2010)
- Державне регулювання інноваційної інфраструктури на регіональному рівні [Монографія] (2011)

## Награды
- Заслуженный деятель науки и техники Украины (2013)[2][4].